# Idabjerget
Idabjerget ( græsk: Ἴδα ), kendt som Idha, Ídhi, Idi og Ita (bjergmassivet som det er en del af kaldes Psiloritis, græsk: Ψηλορείτης),  er det højeste bjerg på øen Kreta, med en højde på 2.456 moh. Det har den højeste primærfaktor af alle bjerge i Grækenland. En naturpark, Psiloritis naturpark, der omfatter Idabjerget, er en del af UNESCO's Global Geoparks Network.
Bjerget ligger i den regionale enhed i Rethymno, og Ida var et helligsted for Titanen Rhea i græsk mytologi. På dens skråninger ligger en af hulerne, Idaion Antron, Idaeanhulen, hvor guden Zeus ifølge legenden blev født. Andre sagn placerer imidlertid hans fødested i Psychrohulen på Lasithi-plateauet.

## Seværdigheder
Psiloritis ligger på vandskellet mellem den sydlige del af Kreta, der vender mod det Libyske hav og den nordlige, vendt mod Det Ægæiske Hav. En højderyg på 2.321 m øst for toppen forbinder det med Agathias -bjerget, mens den mod vest fortsætter højderyggen med Mount Stolistra (2.336 m)
Kretas universitets Skinakas-observatorie ligger på den sekundære top Skinakas i 1.750 meters højde. Det har to teleskoper, herunder en 1.3 m Modificeret Ritchey-Chrétien instrument.
Nida-plateauet ligger øst for bjerget.  På plateauet er der nogle hyrdehytter (mitata), der er bygget af lokale sten og bruges både til læ og til ostefremstilling.

## Mytologi
Idabjerget var hjemsted for en race af legendariske gamle metalarbejdere, Dactyler.

## Den Idæiske hule
I oldtiden blev den Idæiske hule, "gudindehulen" (Dea), æret af både minoere og hellenere. På græsk tid blev hulen genindviet til Zeus.[14] Den hule, hvor Zeus blev opfostret, angives af forskellige kilder at være denne hule, en anden af samme navn eller den dikteiske hule.
Der er fundet Segl og elfenben i hulen. Ligesom den dikteiske hule var Idaean-hulen kendt som et sted for indvielser. Den kan have fungeret som stedet for et orakel, symboliseret ved den hyppige afbildning af et tripod på mønter fra den nærliggende oldtidsby Axus (en), som formodentlig kontrollerede området omkring hulen.

## Galleri
- Udmundingen af Idahulen
- Østryggen og Idas top.
- Hyrdehytte (mitato) på Nida Plateau, østlige side af Idabjerget
- Skinakas -observatoriet